# Ridderwasplaat
De ridderwasplaat (Cuphophyllus fornicatus) is een schimmel behorend tot de familie Hygrophoraceae. Hij leeft saprotroof op de grond in niet of zwak bemeste graslanden, vaak op dijken, op zwak zure tot basische leem en klei, zelden op zandige bodem.

## Kenmerken

### Uiterlijke kenmerken
Hoed
De hoed heeft een diameter van 20 tot 80 mm.
Lamellen
De lamellen lopen langs de steel af. De kleur is geel tot lichtgeel of oranjeachtig geel.
Steel
De steel is 2-4 cm lang en tot 3 mm dik. Hij is glad of zeer minutieus behaard. De kleur is geel tot oranjegeel of bijna witachtig.
Het vlees is dun en oranje tot geel van kleur.
Sporenprint
De sporenprint is geel.

### Microscopische kenmerken
De sporen zijn glad, elliptisch, inamyloïde en meten 8,5-15,5 × 4,5-7 µm. De basidia zijn grotendeels 4-sporig. Cystidia en gespen zijn afwezig.

## Verspreiding
In Nederland komt hij matig algemeen voor. Hij staat op de rode lijst in de categorie 'bedreigd'.